# Little Chalfont
Little Chalfont – wieś w Anglii, w hrabstwie Buckinghamshire, w dystrykcie (unitary authority) Buckinghamshire. Leży 35 km na północny zachód od centrum Londynu. W 2001 miejscowość liczyła 4497 mieszkańców.